# Strada statale 619 di Vigo di Cadore
La ex strada statale 619 di Vigo di Cadore (SS 619), ora strada provinciale 619 di Vigo di Cadore (SP 619), era una strada statale italiana il cui percorso si snoda nella provincia di Belluno. Caratterizzata da una carreggiata stretta e con diverse curve, è attualmente classificata come strada provinciale.

## Percorso
Inizia in comune di Vigo di Cadore, in località Treponti, dalla strada statale 52 Carnica e raggiunge la frazione di Piniè dopo 1 chilometro e la frazione di Laggio dopo 3 chilometri.
Dopo Piniè la strada punta verso sud e raggiunge Laggio di Cadore. Superata Laggio di Cadore, la strada si dirige verso est lungo la Val Piova e percorre un andamento a tornanti. In passato, uno di questi tornanti era costruito all'interno di una galleria, che è stata demolita dal momento che restringeva troppo la carreggiata.
Percorsi questi tornanti supera la Sella Ciampigotto (1790 m. s. l.m.), e più avanti raggiunge la località Casera Razzo (1739 m s.l.m.), presso la Sella di Razzo, valico con bivio per la valle di Sauris.
La strada ora si dirige verso nord e termina in prossimità della forcella Lavardet, innestandosi nella strada statale 465 della Forcella Lavardet e di Valle San Canciano, che scende in Val Pesarina. Dalla Forcella Lavardet una strada sterrata soggetta a frane e pertanto abbandonata dal 1993 scendeva per la Val Frison a Campolongo, frazione di Santo Stefano di Cadore.

## Storia
Venne istituita col decreto del Ministro dei lavori pubblici del 2 marzo 1971, con i seguenti capisaldi d'itinerario: "Innesto con la strada statale n. 465 presso Forcella di Lavardet - Casera Razzo - Vigo di Cadore - Innesto con la strada statale n. 52 presso la località Tre Ponti".
In seguito al decreto legislativo n. 112 del 1998, dal 1º ottobre 2001, la gestione è passata dall'ANAS alla Regione Veneto che ha provveduto al trasferimento al demanio della Provincia di Belluno; dal 20 dicembre 2002 la gestione della tratta è passata alla società Veneto Strade.